# Женская сборная Гренландии по гандболу
Женская сборная Гренландии по гандболу представляет Гренландию на международной арене и контролируется Федерацией гандбола Гренландии.

## Участие в чемпионатах
В финалах чемпионата мира сборная дебютировала в 2001 году, но заняла последнее 24-е место, проиграв все 5 своих матчей.
В чемпионатах Америки (Панамериканских чемпионатах) наибольших успехов сборная добилась в 2000 году, заняв третье место и квалифицировавшись на чемпионат мира.
В 2023 году выиграла чемпионат Северной Америки и Карибского бассейна и попала на ЧМ-2023, где вновь проиграла все матчи и заняли последнее 32-е место.